# Conopyge tolimana
Conopyge tolimana là một loài tò vò trong họ Ichneumonidae.